# Luxembourg au Concours Eurovision de la chanson 1979
Le Luxembourg a participé au Concours Eurovision de la chanson 1979, le 31 mars à Jérusalem en Israël. C'est la 23e participation luxembourgeoise au Concours Eurovision de la chanson.
Le pays est représenté par la chanteuse Jeane Manson et la chanson J'ai déjà vu ça dans tes yeux, sélectionnées en interne par Télé Luxembourg.

## Sélection interne
Le radiodiffuseur luxembourgeois, Télé Luxembourg (RTL), choisit l'artiste et la chanson en interne pour représenter le Luxembourg au Concours Eurovision de la chanson 1979.
Lors de cette sélection, c'est la chanson J'ai déjà vu ça dans tes yeux, écrite et composée par Jean Renard et interprétée par la chanteuse américaine Jeane Manson, qui fut choisie avec Hervé Roy comme chef d'orchestre.
| Ordre | Interprète   | Chanson                       | Langue   |
| ----- | ------------ | ----------------------------- | -------- |
| 1     | Jeane Manson | J'ai déjà vu ça dans tes yeux | Français |

## À l'Eurovision

### Points attribués par le Luxembourg
| 12 points | France    |
| 10 points | Espagne   |
| 8 points  | Israël    |
| 7 points  | Irlande   |
| 6 points  | Finlande  |
| 5 points  | Grèce     |
| 4 points  | Danemark  |
| 3 points  | Portugal  |
| 2 points  | Norvège   |
| 1 point   | Allemagne |

### Points attribués au Luxembourg
| 12 points | 10 points                      | 8 points           | 7 points           | 6 points |
| --------- | ------------------------------ | ------------------ | ------------------ | -------- |
|           | - Royaume-Uni                  |                    | - Portugal         |          |
| 5 points  | 4 points                       | 3 points           | 2 points           | 1 point  |
| - Grèce   | - Finlande - Monaco - Pays-Bas | - Irlande - Suisse | - France - Norvège |          |

Jeane Manson interprète J'ai déjà vu ça dans tes yeux en 13e position lors de la soirée du concours, suivant la Belgique et précédant les Pays-Bas.
Au terme du vote final, le Luxembourg termine 13e sur les 19 pays participants, ayant obtenu 44 points,.